# Euthalia philomena
Euthalia philomena är en fjärilsart som beskrevs av Hans Fruhstorfer 1907. Euthalia philomena ingår i släktet Euthalia och familjen praktfjärilar. Inga underarter finns listade i Catalogue of Life.